# Пєтухова Галина Павлівна
Галина Павлівна Пєтухова (нар. 1 серпня 1941, селище Новий Світ, тепер Старобешівського району Донецької області) — українська радянська діячка, трактористка колгоспу імені Кірова Старобешівського району Донецької області. Депутат Верховної Ради УРСР 9-го скликання.

## Біографія
Освіта середня.
З 1959 р. — колгоспниця, з 1968 р. — обліковець рільничої бригади, з 1970 р. — трактористка колгоспу імені Кірова селища Старобешеве Старобешівського району Донецької області.
Потім — на пенсії у селищі Старобешеве Донецької області.

## Нагороди
- орден Жовтневої Революції
- ордени
- медалі